# Webster Parish
Das Webster Parish (französisch Paroisse de Webster) ist ein Parish im Bundesstaat Louisiana der Vereinigten Staaten. Bei der Volkszählung im Jahr 2020 hatte das Parish 36.967 Einwohner und eine Bevölkerungsdichte von 24 Einwohnern pro Quadratkilometer. Der Verwaltungssitz (Parish Seat) ist Minden.

## Geographie
Das Parish liegt im Nordwesten von Louisiana, grenzt im Norden an Arkansas, ist im Westen etwa 55 km von Texas entfernt und hat eine Fläche von 1593 Quadratkilometern, wovon 51 Quadratkilometer Wasserflächen sind. Es grenzt an folgende Parishes und Countys:
|                | Lafayette County (Arkansas) | Columbia County (Arkansas) |
| Bossier Parish |                             | Claiborne Parish           |
|                |                             | Bienville Parish           |

## Geschichte

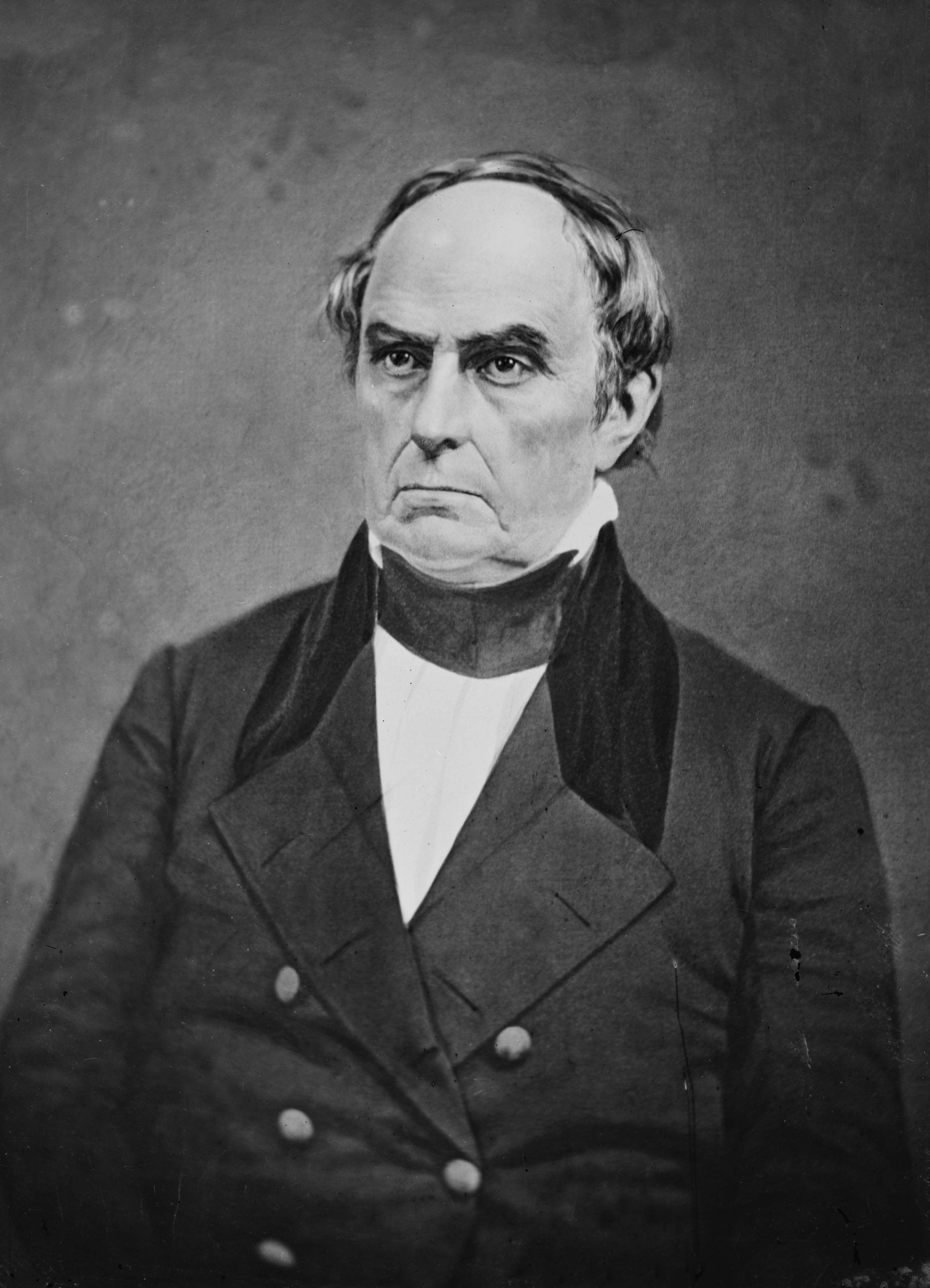
Daniel Webster

Webster Parish wurde 1871 aus Teilen des Bienville Parish, des Bossier Parish und des Claiborne Parish gebildet. Benannt wurde es nach Daniel Webster (1782–1852), einem früheren Außenminister der Vereinigten Staaten.
19 Bauwerke und Stätten des Parish sind im National Register of Historic Places eingetragen (Stand 10. November 2017).

## Demografische Daten

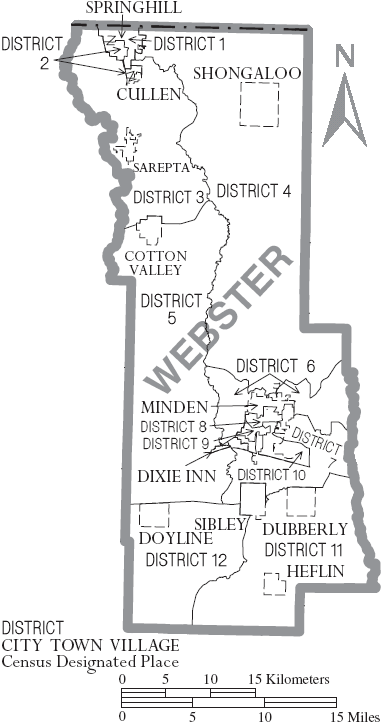
Karte des Webster Parishes

Nach der Volkszählung im Jahr 2000 lebten im Webster Parish 41.831 Menschen. Davon wohnten 936 Personen in Sammelunterkünften, die anderen Einwohner lebten in 16.501 Haushalten und 11.567 Familien. Die Bevölkerungsdichte betrug 27 Einwohner pro Quadratkilometer. Ethnisch betrachtet setzte sich die Bevölkerung zusammen aus 65,51 Prozent Weißen, 32,83 Prozent Afroamerikanern, 0,34 Prozent amerikanischen Ureinwohnern, 0,19 Prozent Asiaten, 0,04 Prozent Bewohnern aus dem pazifischen Inselraum und 0,22 Prozent aus anderen ethnischen Gruppen; 0,86 Prozent stammten von zwei oder mehr Ethnien ab. 0,90 Prozent der Bevölkerung waren spanischer oder lateinamerikanischer Abstammung, die verschiedenen der genannten Gruppen angehörten.
Von den 16.501 Haushalten hatten 30,4 Prozent Kinder und Jugendliche unter 18 Jahre, die bei ihnen lebten. 49,7 Prozent waren verheiratete, zusammenlebende Paare, 16,3 Prozent waren allein erziehende Mütter, 29,9 Prozent waren keine Familien, 27,0 Prozent waren Singlehaushalte und in 12,9 Prozent lebten Menschen im Alter von 65 Jahren oder darüber. Die Durchschnittshaushaltsgröße betrug 2,48 und die durchschnittliche Familiengröße lag bei 2,99 Personen.
Auf das gesamte Parish bezogen setzte sich die Bevölkerung zusammen aus 25,6 Prozent Einwohnern unter 18 Jahren, 8,6 Prozent zwischen 18 und 24 Jahren, 26,0 Prozent zwischen 25 und 44 Jahren, 23,6 Prozent zwischen 45 und 64 Jahren und 16,3 Prozent waren 65 Jahre alt oder darüber. Das Durchschnittsalter betrug 38 Jahre. Auf 100 weibliche kamen statistisch 91,8 männliche Personen. Auf 100 Frauen im Alter von 18 Jahren oder darüber kamen 88,2 Männer.
Das jährliche Durchschnittseinkommen eines Haushalts betrug 28.408 USD, das Durchschnittseinkommen der Familien betrug 35.119 USD. Männer hatten ein Durchschnittseinkommen von 30.343 USD, Frauen 20.907 USD. Das Prokopfeinkommen betrug 15.203 USD. 15,3 Prozent der Familien 20,2 Prozent der Bevölkerung lebten unterhalb der Armutsgrenze. Darunter waren 29,6 Prozent der Kinder und Jugendlichen unter 18 Jahren und 16,1 Prozent der Senioren ab 65 Jahren.

## Orte im Parish
- Cotton Valley
- Couchwood
- Cullen
- Dayson
- Dixie Inn
- Dorcheat
- Doyline
- Dubberly
- Ecco
- Gifford
- Gilark
- Goodwill
- Grim
- Grove
- Heflin
- Hortman
- Invincible
- Leton
- Long Springs
- Martin Junction
- McIntyre
- Midway
- Minden
- Nine Forks
- Noles Landing
- Old Shongaloo
- Pace
- Port Boliver
- Porterville
- Sarepta
- Shongaloo
- Sibley
- Springhill
- Treat
- Yellow Pine